# Notepad2
Notepad2 ist ein  Open-Source-Texteditor für Microsoft Windows, veröffentlicht unter einer BSD-Softwarelizenz. Er wurde von Florian Balmer entwickelt und basiert auf der Scintilla-Komponente für Textverarbeitung.
Es unterstützt Syntaxhervorhebung bei den folgenden Sprachen:
| - ASP - Assembler - BAT - C - C++ - C# - CGI - CSS - DIFF - HTML | - INF - INI - Java - JavaScript - Make - NSIS - Pascal - Perl - PHP - Windows PowerShell | - Python - RC-Ressource-Dateien - REG - SQL - VB - VBScript - XHTML - XML - XSL |

Außerdem unterstützt Notepad2 Suchen und Ersetzen mit regulären Ausdrücken, Umwandeln zwischen den Kodierungen ASCII, UTF-8 und UTF-16/Unicode, vielfaches Rückgängig/Wiederholen und automatisches Einrücken. Der Editor kommt mit den verschiedenen Zeilenumbrüchen von DOS (CR/LF), Unix (LF) und Mac (CR) zurecht. Neben der 32-Bit-Version gibt es auch eine Version, die speziell für den Einsatz auf 64-Bit-Systemen ausgelegt ist.
Durch die Quelloffenheit existieren viele Modifikationen, die von anderen Entwicklern betreut werden. Es gibt zum Beispiel Versionen, die zusätzliche Funktionen zur Verschlüsselung oder Code-Faltung bieten.